# Родијељ (Фоча)
Родијељ је насељено мјесто у Републици Српској, у општини Фоча, који припада Босни и Херцеговини. Према попису становништва из 1991. године, у насељу је живјело 258 становника. По подацима Независне агенције за статистику Босне и Херцеговине из 2013. године, у овом мјесту живи свега 32 становника.
Родијељ је 1962. повећан припајањем насеља Ковачића, Побирановића, Стрганаца и Штука.

## Географија
Насеље се налази у југоисточном делу Босне и Херцеговине и део је ентитета Републике Српске. Насеље је смјештено близини Козје Луке, 46 километара од Фоче, а од Миљевине 20 километара.

## Становништво
| Народ     | Попис 1961. | Попис 1971. | Попис 1981. | Попис 1991. | Попис 2013. |  |
| --------- | ----------- | ----------- | ----------- | ----------- | ----------- |  |
| Хрвати    |             |             | 1           |             |             |  |
| Муслимани | 63          | 361         | 318         | 196         |             |  |
| Срби      |             | 168         | 111         | 62          |             |  |
| остали    |             | 3           | 2           |             |             |  |
| Укупно    | 63          | 532         | 431         | 258         | 32          |  |